# Kejsarn av Portugallien (film, 1944)
Kejsarn av Portugallien är en svensk dramafilm från 1944 i regi av Gustaf Molander. I huvudrollerna ses Victor Sjöström, Gunn Wållgren, Karl-Arne Holmsten och Hilda Borgström.

## Om filmen
Filmen premiärvisades 26 december 1944. Filmen spelades in i Filmstaden Råsunda  med exteriörer från Gamla Stan i Stockholm samt från Stavnäs och Säbytorp vid södra änden av Glafsfjorden i Värmland av Gösta Roosling. 
Som förlaga har man Selma Lagerlöfs roman Kejsarn av Portugallien som utgavs 1914. Förebilden till romanfiguren Jan Andersson i Skrolycka hette Jan Nilsson. Hans dotter Kattrina, som var född 1843 var förebilden till romanens Klara-Fina Gulleborg. Hon kom till Stockholm och senare till Finland och det gick henne i verkliga livet mycket illa. 
Romanen har tidigare filmats av Victor Sjöström under den tid då han verkade i Hollywood, den hade premiär 1925 under titeln The Tower of Lies. 1992 gjordes en nyinspelning i regi av Lars Molin.

## Rollista i urval
- Victor Sjöström - Jan Andersson i Skrolycka, "kejsar Johannes av Portugallien"
- Gunn Wållgren - Klara Gulla, "Klara Fina Gulleborg", Jans dotter
- Karl-Arne Holmsten - August där Nol
- Hilda Borgström - mor i Falla
- Olof Winnerstrand - Agrippa Prästberg
- Holger Löwenadler - Lars Gunnarsson, mors i Falla svärson
- Märta Ekström - Katrina, Jans hustru
- Marianne Löfgren - Jenny, servitris på krog i Stockholm, senare prostituerad
- Sture Lagerwall - Johan Agaton Holm, knalle
- Hugo Björne - kapten på Lübeckbåten
- Carl Ström - Erik i Falla, Jans och Kattrinas husbonde
- Sten Lindgren - riksdagsmannen
- Göran Öhrström - handlarns Emil
- Josua Bengtson - prosten
- Olof Sandborg - Swartling, klockaren och skolläraren

## Filmmusik i urval
- "Den blomstertid nu kommer", text 1694 Israel Kolmodin text 1819 Johan Olof Wallin text 1979 Britt G. Hallqvist
- "Midsommardans", kompositör Fritz Ergal, instrumental.
- "Välkommen du Klara, du Fina, du sköna Gulleborg", sång Victor Sjöström
- "Kejsarvisan", kompositör 1944 Lille Bror Söderlundh text 1914 Selma Lagerlöf, sång Victor Sjöström